# Pemphigus andropogiae
Pemphigus andropogiae är en insektsart. Pemphigus andropogiae ingår i släktet Pemphigus och familjen långrörsbladlöss. Inga underarter finns listade i Catalogue of Life.